# Acourtia simulata
Acourtia simulata là một loài thực vật có hoa trong họ Cúc. Loài này được (S.F.Blake) Reveal & R.M.King mô tả khoa học đầu tiên năm 1973.